# Jožef II. Habsburško-Lotarinški
Jožef II. Habsburško-Lotarinški (polno ime Jožef Benedikt Avgust Janez Anton Mihael Adam Habsburško-Lotarinški), Rimsko-nemški cesar, * 13. marec 1741, Dunaj,  † 20. februar 1790, Dunaj.
Jožef II. je v letu 1764 postal rimski kralj. Rimsko-nemški cesar je postal po smrti očeta Franca I. (1765). V tem letu mu je mati Marija Terezija priznala sovladarski položaj v habsburških deželah.
Po smrti Marije Terezije (1780) je prevzel samostojno vladanje v habsburških deželah.
Bil je najstarejši sin Marije Terezije in Franca I. Štefana Lotarinškega. Velja za enega izmed razsvetljenih absolutističnih vladarjev ter je nadaljeval in radikaliziral reforme, ki jih je pričela njegova mati Marija Terezija.
Na prestolu ga je nasledil brat Leopold II., toskanski vojvoda.